# جيمس ديلون
جيمس ديلون (بالإنجليزية: James Dillon (Fine Gael politician))‏ (و. 1902 – 1986 م) هو سياسي من جمهورية أيرلندا ولد في دبلن.